# Amblyopsis spelea
O peixe-das-grutas-setentrional (Amblyopsis spelea) é um peixe-das-grutas do gênero Amblyopsis. Esta espécie de peixe-das-grutas enconta-se em águas subterrâneas e não possui olhos. Existem inúmeras papilas sensoriais e tácteis na cabeça. A taxa de reprodução é baixa e os ovos são incubados na cavidade branquial durante cerca de nove meses.